# Stiffelio
A Stiffelio Giuseppe Verdi egyik háromfelvonásos operája. Szövegkönyvét Francesco Maria Piave írta Émile Souvestre és Eugène Bourgeois Le Pasteur ou L'évangile et le foyer színműve (1848) alapján. 1850. október 16-án mutatták be a trieszti Teatro Grandéban. A történetet Verdi mindvégig jónak és érdekesnek tartotta. A francia realizmus jegyében megszületett cselekmény a korában modernnek számított. A téma kényes volta miatt (a 19. század katolikus Itáliájában, ahol egy lutheránus lelkipásztor alakja idegenszerű, a válás alig elképzelhető sőt botrányos volt) Verdinek nehézségei voltak elfogadtatni a darabot a trieszti osztrák-olasz cenzúrával.
Az operát Verdi 1857-ben átdolgozta, az új változat lett az Aroldo.

## Szereplők
| Szereplő                           | Hangfekvés   |
| ---------------------------------- | ------------ |
| Stiffelio, protestáns lelkipásztor | tenor        |
| Lina, a felesége                   | szoprán      |
| Stankar, Lina apja, idős tábornok  | bariton      |
| Raffaele, Lina szerelmese          | tenor        |
| Jorg, idős tiszteletes             | basszus      |
| Dorotea, Lina unokahúga            | mezzoszoprán |
| Federico, Dorotea szerelmese       | tenor        |

## Cselekmény
Helyszín: Ausztria
Idő: 19. század eleje

### Első felvonás
Első kép
Stankar gróf kastélya
Stiffelio lelkipásztor hosszas távollét után hazatér és a következő történetet meséli el: egy tutajos átadott neki egy levéltárcát, amelyet elvesztett az a férfi, aki szerelmi kalandja után az ablakon ugrott ki. Példás vallásosságát bizonyítandó Stiffelio a keresztény baráti szeretet nevében fátylat borít az esetre és megsemmisíti a bizonyítékot. Nem tudja, hogy ez lett volna feleségének, Linának házasságtörési bizonyítéka. Lina apja azonban gyanakodni kezd. Amikor megfigyeli, hogy Raffaele egy könyvbe rejtett cédulán üzenetet küld a lányának, tisztán lát, de a család tisztességének megőrzése érdekében felszólítja Linát, hogy hallgasson.
Második kép
Fogadóterem a kastélyban
A lelkipásztor is megfigyelte a cédula elhelyezését a könyvben, ő azonban Federicót, Lina unokatestvérét hozza vele kapcsolatba. Végül az öreg Stankar magához veszi a cédulát.

### Második felvonás
Temető egy régi templom mellett
A kétségbeesett Lina anyja sírjánál keres oltalmat. Raffaele itt is ostromolja szerelmével, de Lina elutasítja, hiszen csupán egyetlen gyenge percében engedett neki. Az öreg Stankar párbajra hívja ki Raffaelét. A mit sem sejtő Stiffelio megpróbálja őket Isten nevével szétválasztani, de közben megtudja a házasságtörés tényét és magára nézve kötelezőnek érzett keresztényi megbocsátás és az őrjöngő féltékenység konfliktust idéz elő benne.

### Harmadik felvonás
Első kép
Előszoba a kastélyban
Stancar értesül róla, hogy Raffaele meg akar szökni Linával. Stiffelio magyarázatot kér feleségétől és kényszeríti Raffaellét, hogy észrevétlenül legyen tanúja a beszélgetésnek. Amikor a lelkipásztor Lina elé teszi a válási papírt, Lina kéri, hogy gyónhasson, ha már hitvesét nem akarja végighallgatni. A gyónásban elmondja, hogy csak egyetlen pillanatra lett úrrá rajta a gyengeség, de változatlanul a férjét szereti. Stancar meggondolatlan hevében, hogy a család becsületét megmentse, megöli a hallgatózó Raffaellét.
Második kép
Templomban
Mélységes zavarodottsága ellenére Stiffeliónak a közösség elé kell lépnie és kell látnia feladatait. Véletlenszerűen fellapozza a Bibliát és éppen a házasságtörő asszony története kerül a szeme elé. Prédikációja követi a szentírás szövegét, de egyszersmind kifejezi az ő személyes megbocsátását is. Megbocsát hitvesének, Linának és saját meglepetésére keresztényi felebaráti szeretetet gyakorol.

## Híres részletek
- Vidi dovunque gemere - Stiffelio áriája (első felvonás)
- A te ascenda, O Dio clemente - Lina áriája (első felvonás)
- Ah v'appare in fronte scritto - Stiffelio áriája (első felvonás)
- Di qua varcando sul primo albore - Stiffelio áriája (első felvonás)
- Ah dagli scanni eternei - Lina áriája (második felvonás)
- Perder dunque voi volete - Lina áriája (második felvonás)
- Lina pensai che un angelo - Stankar áriája (harmadik felvonás)
- O gioia inesprimibile - Stankar áriája (harmadik felvonás)

## Diszkográfia
José Carreras (Stiffelio), Sass Sylvia (Lina), Matteo Manuguerra (Stankar), Wladimiro Ganzarolli (Jörg) stb; Osztrák Rádió és Tv (ORF) Énekkara és Szimfonikus Zenekara, vez. Lamberto Gardelli (1979) Philips 422 432-2